# Blood-C
BLOOD-C (яп. ブラッドシー Бураддоси, «КРОВЬ-Си») — японский аниме-сериал, выпущенный студией Production I.G и манга, созданная группой CLAMP (которая также работала над сценарием аниме), это третья часть франшизы Blood после Blood: The Last Vampire и Кровь+. 2 июня 2012 года в кинотеатрах Японии был показан полнометражный фильм Blood-C: The Last Dark, который завершает аниме-сериал Blood-C.

## Сюжет
Сая Кисараги живёт со своим отцом в провинциальном городке и ведёт двойную жизнь: днём она ходит в школу, сидит в кафе, а ночью охотится и убивает «древних» — монстров, пожирающих людей. Постепенно древние всё чаще появляются в городе и убивают всех друзей одного за другим. Кажется, что Сая может вот-вот впасть в отчаяние, но внезапно правда всплывает: все друзья Саи живы и подделаны, монстров, которых Сая убивала, тоже специально подсылали к ней, и даже весь город являются искусственным полигоном, созданным в рамках масштабного эксперимента. Сая же понимает, что сама является высшим звеном древних…
Blood-C The Last Dark
Сая уже вспомнила своё прошлое и намеревается убить Фумито Нанахару, который работал под прикрытием работника ресторана, а на самом деле является главой башни — организации проводящей эксперименты над древними. Она отправляется в Токио, где ей решают помочь группа подростков-хакеров.

## Список персонажей
Сая Кисараги (яп. 更衣 小夜) — главная героиня истории. В вымышленной биографии является жрицей мико в семейном храме, которой предначертано сражаться с древними, как и её покойная мать. Она посещает школу. Показана, как добродушная, наивная и неуклюжая девушка. Во время боя с древними, если её глаза наливаются красным цветом, её сила и скорость возрастают во много раз. После каждого боя получает серьёзные раны, которые невероятно быстро восстанавливаются. В течение истории, Саю мучают видения из прошлого. Всех её друзей рано или поздно убивают древние. Сама же Сая начинает сомневаться в своей роли, так как не помнит своего прошлого и даже лица матери. Позже выясняется, что все события были масштабным спектаклем и экспериментом, все умершие друзья были актёрами, и даже отец, а сам город был построен как испытательный полигон. Из-за того, что Сая узнала об эксперименте, Фумито, как её организатор решил уничтожить город и его жителей. Сама же Сая оказывается высшим звеном древних и существует уже много веков. Она получила проклятье, которое не позволяет убивать ей людей, поэтому Сая стала пожирать древних, которые стали бояться её, в частности каждый раз, когда она убивала древнего, она выпивала всю его кровь, но потом забывала об этом. Незадолго до основных событий, она была поймана организацией «башня» и у Саи стёрли всю память о прошлом, чтобы посмотреть, изменится ли она. В этой длинной игре, если Сая победит, то сможет снова убивать людей, если же нет, то понесёт худшее наказание. Кровь Саи уникальна, так как при попадании в кровь человека, преобразовывает его в древнего. В фильме Сая показана угрюмой и нелюдимой, как главная героиня Сая из Blood: The Last Vampire. Её главная цель — убийство Фумито, который поймал её и разыграл весь спектакль с семьёй и друзьями.
Сэйю: Нана Мидзуки
Фумито Нанахара (яп. 七原 文人) — в вымышленной биографии владелец кафе «Пастила», Сая всегда перед школой навещала его, завтракая. Иногда Фумито делал бэнто для Саи. Позже Фумито стал делать для Саи розовую пастилу, которая девушке очень понравилась. В конце аниме-сериала выясняется, что как и остальные, Фумито играл фальшивую роль и на самом деле является главой организации башня и председателем японского государственного подразделения «седьмого неба». Именно он до начала событий поймал Саю и стёр ей память, затем построил искусственный город и дал нужные роли актёрам. Также оказывается всё это время, Фумито давал Сае пастилу с кровью Древних, поэтому подсознательно девушке она так нравилась. Настоящий Фумито такой же спокойный, как и при роли, но безжалостен и жесток, так он уничтожает всех людей в искусственном городе, после провала эксперимента. В финальной битве, Сая смертельно ранит Фумито, что значит, что он уже не человек. В конце он обнимает Саю и сам вонзает в себя её меч, после чего говорит, что не может снять с неё проклятье. Напоследок он целует её со словами: что это для него наказание и награда и превращается в прах.
Сэйю: Кэндзи Нодзима
Тадаёси Кисараги (яп. 更衣 唯芳) — в вымышленной биографии, отец Саи и священник в семейном храме. Хотя сильно волнуется о Сае, он обычно держит в себе эти чувства. Также никогда не рассказывал девушке о самочувствии и своих проблемах. Позже выясняется что он полукровка, ребёнок человека и древнего, долгое время он сохранял свою человечность, но когда попробовал кровь Саи, потерял рассудок и убил Канако, также он напал на Саю, но та отрубила ему обе руки. Перед смертью Тадаёси сказал, его чувства к Сае были истинными и он давно мечтал встретить кого-нибудь, похожего на него.
Сэйю: Кэйдзи Фудзивара
Юка Амино (яп. 網埜 優花) — в вымышленной биографии, одноклассница Саи, в меру грубая, часто обедает с ней. Позже оказывается убитой во время атаки древнего на школу. В конце сериала выясняется, что она как и остальные играла лишь свою роль и на самом деле не ценит человеческую жизнь, называя их и древних, напавших на Саю «расходным материалом». Ей на самом деле уже 28 лет и она согласилась принимать участие в эксперименте, чтобы стать губернатором в Токио. Сама же является правой рукой Фумито. В конце фильма она всё таки становится новым губернатором.
Сэйю: Масуми Асано
Ноно и Нэнэ Мотоэ (яп. 求衛 のの&ねね) — в вымышленной биографии одноклассницы Саи. Сёстры-близнецы. Говорят часто в унисон, показаны, как беспечные и весёлые девушки. Они были первыми из друзей Саи, которых убили древние. Сначала погибла Нэнэ, а на следующий день и Ноно. В конце сериала выясняется, что они живы и были лишь актрисами, а от смерти их спасли специальные амулеты, которые были при них. В реальности они такие же весёлые, но и жестокие и эгоистичные, так они начинают насмехаться над Саей. Согласились принять участие в эксперименте, чтобы стереть свои данные о преступлении, из-за которого могут попасть в тюрьму. В результате из-за того, что они наряду с Канако срывают эксперимент, Фумито приказывает древнему съесть их обеих.
Сэйю: Мисато Фукуэн
Ицуки Томофуса (яп. 鞘総 逸樹) — в вымышленной биографии президент класса. Очень спокойный и добрый парень. Влюбляется в Саю, хотя та не обращает не него внимания. Единственный из одноклассников, кого не съел древний. Как и остальные играл фальшивую роль, но в отличие от остальных, он питает истинные чувства к Сае и в попытке защитить её, был ранен множественными пулевыми ранениями и перед смертью признаётся ей в любви.
Сэйю: Ацуси Абэ
Синъитиро Токидзанэ (яп. 時真 慎一郎) — в вымышленной биографии, одноклассник Саи. Ходит всегда хмурый, но по мере развития сюжета начинает питать к ней любовные чувства и обещает быть всегда рядом с ней. Позже признаётся ей в любви, но его съедает древний. Как и остальные, на самом деле он не умер и играл фальшивую роль. На самом деле он жестокий и питает отвращение к Сае, назвав её «тварью». Принимал участие в своей роли, чтобы получить деньги. Из-за того, что наряду с Канако и Ноно с Нэнэ сорвал эксперимент, был по-настоящему убит древним.
Сэйю: Тацухиса Судзуки
Канако Цуцутори (яп. 筒鳥 香奈子) — в вымышленной биографии учительница по химии в школе, где учится Сая. Поначалу выглядела подозрительной и даже намекала несколько раз Сае то, что она знает о ней и о чудовищах. Позже именно она раскрывает Сае всё правду, что всё вокруг неё поддельны, так как устала играть свою роль и считает, что если всё время подавлять Сае память и её силы, что этот эксперимент будет длиться вечно. В наказание её убивает Тадаёси по приказу Фумито.
Сэйю: Михо Миягава
Пёс (яп. 犬 Ину) — собачка с необычным окрасом, которую Сая по пути в школу встречает каждый день. Внезапно оказывается, что собака может говорить, но выясняется, что Сая общалась с Ватануки, владельцем магазина желаний, который установил свою связь с ней через личную собаку. Сам же Ватануки встречался в другом произведении авторства CLAMP — xxxHolic.
Сэйю: Дзюн Фукуяма
Мана Хиираги (яп. 柊 真奈) — 17-летняя девушка и ученица высшей школы, также член группы SIRRUT. Она вступила в группу, чтобы найти своего пропавшего отца-журналиста. Она хакер и помогала отцу добывать полезную информацию о седьмом небе. После исчезновения, долгое время отказывалась взламывать системы. После того, как её спасает Сая, она решает следовать за ней. В самом конце Сая узнаёт, что того монстра, которая она убила в начале фильма, был тот самый отец Маны, и один из немногих, кто сумел сбежать и прожил больше суток.
Сэйю: Ай Хасимото
Курото Могари (яп. 殯 蔵人) — финансовый спонсор SIRRUT. Двоюродный брат Фумито. Ездит на инвалидной коляске. Также ответственен за договор между людьми и древними, как потомок клана, заключившего договор. Он ненавидит Фумито и просил Саю уничтожить его. Позже выясняется, что он всё это время тайно работал на Фумито, а команду SIRRUT использовал как собственное средство для поддержки Фумито, одновременно защищая их от правоохранительных органов, так как в современной Японии установилась мощная цензура и быть хакером или журналистом крайне опасно. Курото несмотря на это делает попытку убить Фумито, что бы стать главой компании, но тот ранит Курото капсулой с кровью Саи и Курото превращается с древнего. Позже погибает.
Сэйю: Хироси Камия
Сюн Фудзимара (яп. 藤村 駿) — одноклассник Маны и член группы SIRRUT. Ему 18 лет. Влюбляется в Саю, считая её идеалом красоты.
Сэйю: Юки Кадзи
Иори Мацуо (яп. 松尾 伊織) — член группы SIRRUT. Ему 19 лет. Не доверяет Сае. Позже влюбляется в Харуно и они начинают встречаться, а позже назначают свадьбу.
Хиро Цукияма (яп. 月山 比呂) — самый молодой член группы SIRRUT. Она профессиональный хакер, но признаётся, что ей ещё далеко до Маны. Обожает Ману.
Сэйю: Кана Ханадзава
Харуно Янаги (яп. 矢薙 春乃) — секретарша Курото. Ей 24 года. Мацуо влюблён в неё и в конце фильма они начинают встречаться.
Сэйю: Юко Кайда
Куто (яп. 九頭) — служит в военных силах организации башня. Его семья на протяжении многих поколений защищала семью Нанахара. Он сражается с Саей и позже с помощью некого прибора превращается в древнего, но его убивает Сая.
Сэйю: Дзюнъити Сувабэ

## Терминология
Фурукимоно (Древние)
Монстроподобные существа, которые питаются человеческой плотью. Они принимают самые разнообразные формы, от статуй и вещей до разных жизненных форм, одни древние похожи на насекомых или растения, другие — на зверей и птиц, есть и человекоподобные, такие как Сая. Но всех их объединяет то, что им нужна плоть и кровь. Немногие древние могут говорить, таким образом вступая в диалог с людьми. Были случаи и половых отношений между древними и людьми, от них рождаются полукровки, как Тадаёси, которые могут существовать как люди. В древние времена они устрашали человеческий род, истребляя целые народы, но постепенно человек становился сильнее, так люди стали вести многовековую борьбу с древними. И для того, чтобы остановить бесконечные войны, был заключён договор, по которому древние смогут съедать строго определённое количество людей и не будут по иным причинам их трогать, а люди, в свою очередь, не должны нападать на древних, в том числе и когда те кормятся. В последнее время древние стали вымирать, и поэтому Фумито пытался изобрести препарат, превращающий людей в древних, но никто из экспериментальных образцов долго не продержался.
Башня
Тайная организация, которая занимается искусственным выращиванием и созданием древних. Во главе стоит Фумито. Организация долгое время похищала людей для своих экспериментов. До появления Саи все эксперименты не венчались успехом. На вопрос, почему Фумито занимается этим, он ответил, что людей становится всё больше, а древние вымирают. А так как Сая может питаться только их кровью, то, если полностью исчезнут древние, исчезнет и она, чего Фумито никак не мог допустить.

## Аниме
Анонс сериала впервые состоялся в мае 2011 года в журнале Shōnen Ace, где было объявлено, что над сюжетом работают совместно сотрудники студии Production I.G и группа CLAMP. В то время, как CLAMP работали над сценарием и дизайном персонажей, сотрудники Production I.G работали над анимацией. В качестве режиссёра выступает Дзюнъити Фудзисаку, который ранее работал над Blood: The Last Vampire и Blood+. Открытие к аниме «spiral» исполняют Dustz, а концовку «Junketsu Paradox» (яп. 純潔パラドックス Дзюнкэцу Парадоккусу) исполняет Нана Мидзуки. Аниме-сериал транслировался по телеканалам MBS и TBS с 8 июля по 30 сентября 2011 года. Полнометражный фильм был лицензирован компанией Funimation Entertainment для показа на территории США. Аниме-сериал был также лицензирован компанией Madman Entertainment для показа на территории Австралии.

## Список серий аниме
| 01 | O Ye Winds of Heaven «Ама Цукасэ» (あまつかせ)        | 8 июля, 2011      |
| Сая Кисараги живёт со своим отцом в храмовом поместье, посещает школу. Её мучают всплывающие отрывки воспоминаний из прошлого. Ночью Сая сражается с древним, похожим на буддийскую статую и уничтожает его. |                                                       |                   |
| 02 | It is for Thy Sake «Кими га Тамэ» (きみがため)        | 15 июля, 2011     |
| Сая продолжает свои обычные будни, общается с одноклассниками, посещает кафе. Ночью она сражается с древним, похожим на хищное растение. |                                                       |                   |
| 03 | As for Man... «Хито ва Иса» (ひとはいさ)              | 22 июля, 2011     |
| Работник пекарни пропал два дня назад, Сая подозревает, что это дело рук древнего. Внезапно она видит работника пекарни, которого на её глазах пожирает древний, замаскировавшийся под старый поезд. Сая уничтожает древнего. |                                                       |                   |
| 04 | That has Made Me Sad «Нагэкэ Тотэ» (なげけとて)       | 29 июля, 2011     |
| Слухи о пропавшем пекаре не утихают. Сая ночью сталкивается с группой древних, которые напали на рыбаков и впервые вступает с ними в диалог. |                                                       |                   |
| 05 | Meeting in the Way «Мэгури Ахитэ» (めぐりあひて)      | 5 августа, 2011   |
| Сая снова сражается древним, который говорит о неком договоре между людьми и древними. Из-за сильного ливня, уроки спорта отменяются и одноклассники решили друг другу рассказать страшилки. |                                                       |                   |
| 06 | Dashed by Fierce Winds «Кадзэ о Итами» (かぜをいたみ) | 19 августа, 2011  |
| Сая вместе с Нэнэ отправляется в храм, где на них днём нападает древний, который съедает голову Нэнэ заживо. Сая уничтожает древнего. На следующий день одноклассники мучаются догадками, куда делась Нэнэ: Ноно подозревает, что Сая знает, что случилось с Нэнэ, однако Ноно оказывается одержимой древним, который начинает убивать всех людей в подряд. Его уничтожает Сая, но вместе с древним погибает и Ноно. |                                                       |                   |
| 07 | As Pitiless as the Storm «Укарикэру» (うかりける)     | 26 августа, 2011  |
| Сая вступает в диалог с таинственным псом, и пытается вспомнить, кому она дала обещание защищать людей и уничтожать древних. Учительница знает о существовании древних, и что Нэнэ и Нону съели именно они. На Саю нападает снова древний, и она его уничтожает. Мёртвого древнего видит Такидзанэ, но спокойно реагирует.                                                                                           |                                                       |                   |
| 08 | Within the World «Ё но Нака ё» (よのなかよ)           | 2 сентября, 2011  |
| Такидзанэ обещает защищать Саю. Она снова входит в диалог с пёсиком, который на самом деле является продавцом желаний и общается телепатически через своего пса. На следующий день внезапно на школу нападает древний. |                                                       |                   |
| 09 | Against my Wish «Кокоро ни мо» (こころにも)           | 9 сентября, 2011  |
| Древний убивает практически всех одноклассников Саи кроме старосты, но она всё таки убивает древнего. Такидзанэ признаётся Сае в любви. |                                                       |                   |
| 10 | Since 'Tis by Its Breath «Фуку Кара ни» (ふくからに)  | 16 сентября, 2011 |
| На храм нападает древний, Сая с ним сражается. На шум прибегает Такидзанэ, которого мгновенно убивает древний. Сая убивает древнего. Она стремится вспомнить отрывки из прошлого. Внезапно объявляется учительница Канако и говорит, что всё вокруг Саи — это спектакль, вместе с Канако появляются и Ноно с Нэнэ, которые были недавно убиты древними.                                                              |                                                       |                   |
| 11 | Whom Then are There Now «Тарэ о Камо» (たれをかも)    | 23 сентября, 2011 |
| Сая видит всех ранее убитых одноклассников и узнаёт, что все они, лишь играли свои роли в рамках эксперимента, и даже целый город со школой был экспериментальным полигоном. Самим проектом руководил Фумито. Однако этот эксперимент сорвала Канако, Нэнэ, Нана и Такидзанэ, так как им надоело всё это и они желали побыстрее получить свои деньги.                                                                |                                                       |                   |
| 12 | For Some Men I Grieve «Васурэдзино» (わすれじの)      | 30 сентября, 2011 |
| Фумито велит древнему съесть тех, кто сорвал эксперимент, сбегает только Канако, но её убивает Тадаёси, который тоже оказывается древним, скрывающимся под человеческой личиной. Он также нападает на Саю, но та убивает его. Фумито направляет древних, чтобы уничтожить весь город и его обитателей и сам улетает. Сая остаётся единственной выжившей. Она решает отомстить за всё Фумито и убить его.             |                                                       |                   |

## Манга
Манга-адаптация автором которой является Ранмару Котонэ, начала выпускаться в журнале Shōnen Ace с 26 мая 2011 года. Первый том манги был выпущен 27 августа 2011 года.

## Фильм
Полнометражный анимационный фильм под названием Blood-C: The Last Dark вышел в 2012 году и является продолжением и заключением сюжета аниме-сериала. В конце последней серии аниме-сериала было объявлено, что заключительный фильм будет выпущен 2 июня 2012 года и создаётся при поддержке культурного агентства, которое выделило 50 миллионов йен на разработки.
За 4 дня до премьеры фильма в Японии, на веб-сайте Yahoo! Japan’s Movies были бесплатно доступны первые 8 минут фильма. Фильм также демонстрировался на международном фестивале кино в Монтреале, который проводился с 19 июля по 7 августа, а также на 16-м международном фестивале Пучонг в Корее, который проводился с 19 по 29 июля 2012 года.

## Критика
Аниме-сериал получил смешанные отзывы. Терон Мартин, представитель сайта Anime News Network отметил, что дизайн персонажей получился очень неестественным и специфичным, что особенно отражается на школьной униформе, впрочем это чётко характеризует творчество CLAMP. Зак Берчий хвалит сериал за хорошую анимацию, но считает, что создатели должны создать более всеобъемлющую историю. Джиа Манри также похвалила сериал за анимацию и дизайн персонажей, однако сюжетная линия получилась слабой. Карл Кимлингер отметил, что в аниме очень неестественно сочетается повседневная и беззаботная жизнь героини и кровавые сцены со сражениями с монстрами.
Кассовые сборы фильма в Японии собрали $409,000 в течение первой недели, заняв таким образом 10 место. Фильм также получил от жюри награду L'Écran Fantastique на фестивале кино в Монтреале, за устрашающий и захватывающий сюжет и красивую графику с утончёнными текстурами и естественным освещением.